# Piero de Ponte
Piero de Ponte fou Gran Mestre de l'Orde de l'Hospital. Originari del Piemont, era descendent de les famílies Casal-Gros i Lombriax. Fou governador de les illes de Lango i  Rodes, fins que aquesta va caure en mans dels otomans el dia d'any nou de 1523. S'hi va quedar fins al 1534, quan va rebre la notícia que havia estat escollit com a nou Gran Mestre i va anar a Malta.
A la seva mort, el 1535, fou enterrat a la capella de la Victòria del Fort de Sant Àngel, de Birgu. Quan es va acabar la cocatedral de Sant Joan a La Valletta hi van traslladar les restes, a la cripta.